# 제이미 큐레턴

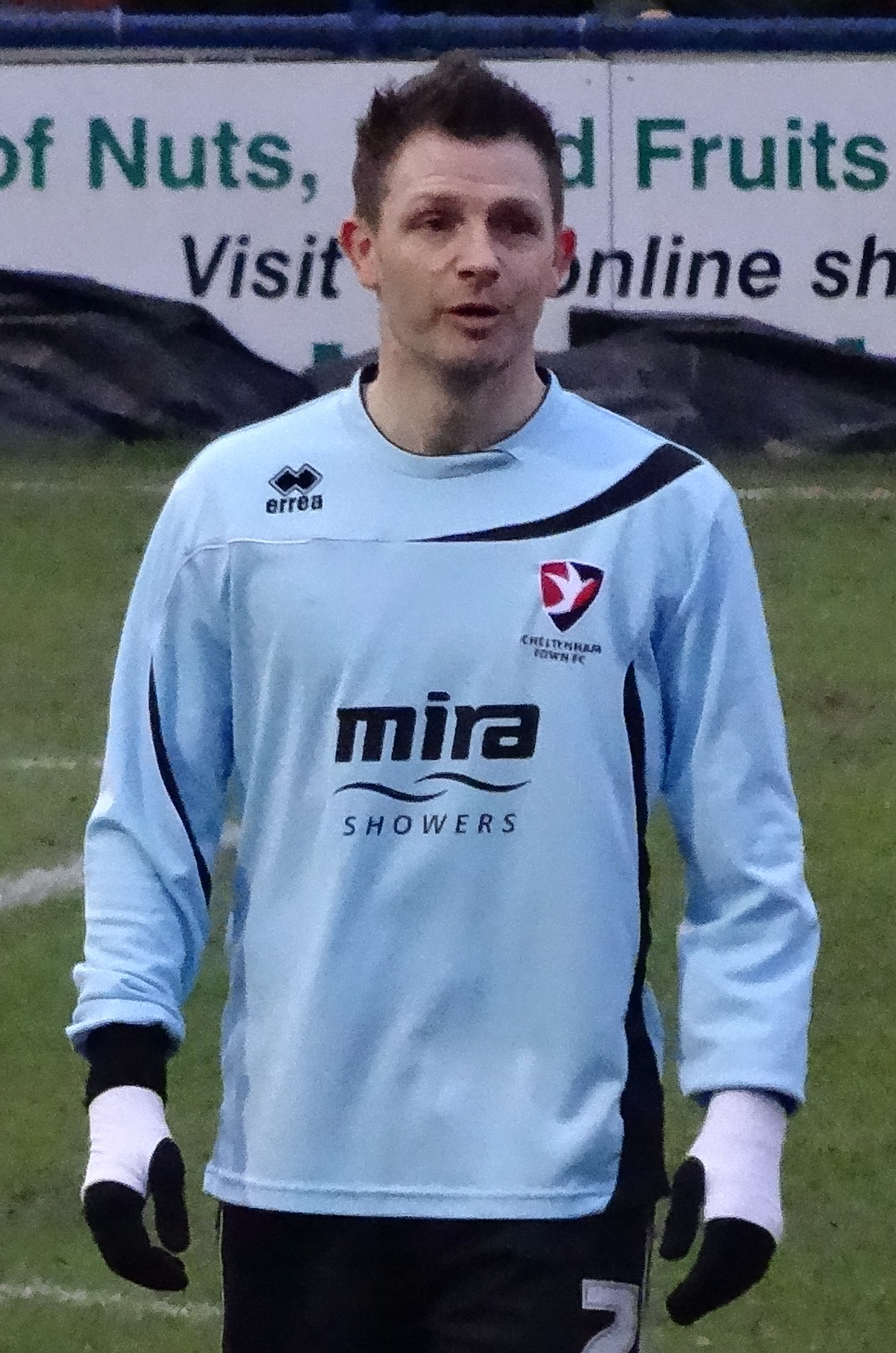

제이미 큐레턴(영어: Jamie Cureton, 1975년 8월 28일 ~ )는 영국 잉글랜드 출신의 축구 선수이다. 현재 엔필드 FC 소속이다.
2003년 부산 아이콘스에 입단하여 2003 시즌부터 2004 시즌까지 두 시즌 동안 활약하였다. K리그에서 등록명은 제이미를 사용하였다.

## 역대 소속팀
- 2014~2015: 대거넘 & 레드브리지
- 2016: 이스트레이
- 2016: 세인트 올번스 시티
- 2021~:엔필드 FC